# 阿尔尚博八世·德·波旁
阿尔尚博八世·德·波旁（法語：Archambaud VIII de Bourbon，1189年—1242年），波旁領主，當皮埃爾領主居伊二世的長子，1228年至1242年在位。

## 家庭
阿尔尚博八世的妻子是蒙呂松的貝亞特麗絲（Béatrice de Montluçon），兩人共有1子2女：
1. 貝亞特麗絲（1210年—1274年）
2. 阿尔尚博九世（1212年—1249年）
3. 瑪麗（1220年—1274年）